# Катастрофа Ju 290 в Сталинграде
Катастрофа Ju 290 в Сталинграде — авиационная катастрофа, произошедшая в среду 13 января 1943 года с немецким транспортным самолётом Junkers Ju 290V1 на завершающем этапе Сталинградской битвы, при этом погибли 45 человек. Крупнейшая авиационная катастрофа Великой Отечественной войны.

## Самолёт
Junkers Ju 290V1 с регистрационным номером BD+TX (заводской — 290000001) был прототипом новой серии Ju 290, которая являлась дальнейшим развитием Ju 90, а свой первый полёт совершил 16 июля 1942 года. Был оснащен двигателями BMW 801A.

## Предшествующие обстоятельства
19 ноября 1942 года советские войска в рамках операции «Уран» перешли в наступление, а 23 ноября, после упорных боёв, смогли окружить 6-ю немецкую армию, занимавшую Сталинград. Командующий 6-армией Фридрих Паулюс планировал вырываться из окружения, но получил приказ от вышестоящего начальства продолжать удерживать Сталинград. Однако в декабре советскими войсками дополнительно была проведена Котельниковская операция, в результате которой с 1 января 1943 года 6-я армия оказалась отдалена от основных сил на 200—300 км, что значительно ухудшило её положение.
Тогда 2 января на аэродроме «Берлин-Темпельхоф» был сформирован отряд Lufttransport Staffel 290 (с нем. — «Авиатранспортная эскадрилья 290»), получивший также прозвище Viermotorige-Transportstaffel (с нем. — «Четырёхдвигательная авиатранспортная эскадрилья»), так как в его составе были большие самолёты Junkers Ju 90 (3 серийных и четыре прототипа), Focke-Wulf Fw 200B Condor (2 шт.) и трёхдвигательный Junkers Ju Ju 252V5. Также в первых числах января в отряд дополнительно включили два совсем новых самолёта Junkers Ju 290, в том числе прототип Ju 290V1.

## Катастрофа
10 января, когда Красной армией была начата операция «Кольцо», «Юнкерсы» в первый раз приземлились на аэродроме «Питомник» близ Сталинграда, который всё ещё удерживался немецкими войсками. Самолёты привозили боеприпасы и продовольствие, а обратно увозили раненых, при этом самолётов не хватало, поэтому имеющиеся заполнялись по максимуму. Советская армия в свою очередь всячески пыталась прервать снабжение немецких войск по воздуху.
13 января Ju 290V1 борт BD+TX в очередной раз приземлился на аэродроме «Питомник» и после разгрузки боеприпасов началась погрузка на самолёт раненых. Всего на борту находились 75 пассажиров и 6 членов экипажа, когда «Юнкерс», разогнавшись, поднялся в воздух, но затем вдруг упал на землю и разрушился. В результате катастрофы погибли 40 пассажиров и 5 членов экипажа, то есть всего 45 человек. По масштабам эта катастрофа занимает первое место среди произошедших в ходе Великой Отечественной войны, а также третье за всю Вторую мировую войну.

## Причина
По некоторым данным, катастрофа произошла из-за того, что лётчики при взлёте слишком круто подняли нос (для более быстрого набора высоты и ухода от огня советской ПВО), в результате чего носилки с раненными сместились в хвост, что с учётом большого числа последних привело к смещению центровки за предельную заднюю. Выйдя на закритические углы атаки и потеряв подъёмную силу, перегруженный самолёт рухнул на землю.